# Чингис (село)
Чинги́с — село в Ордынском районе Новосибирской области, центр Чингисского сельсовета. 

## Топоним
Название села имеет множество вариантов: его называют Чингис, Чингисс, Чингиз, Чингисское, Чингисы и Чингиссы. В старых изданиях встречается  Чингинское.

## География
Село находится на правом берегу Новосибирского водохранилища недалеко от устья реки Малый Чингис и состоит из двух частей: «острова» (расположена на острове Миловановский) и «едины́» (береговой части), соединённых между собой дамбой.

### Уличная сеть
Садовая улица;
Комсомольская улица;
Школьная улица;
Обская улица;
Приморская улица;
Лесная улица;
Коллективная улица;
Кустарная улица;
Калинина улица;
Пролетарская улица;
Советская улица;
Ленина улица;
Каменская улица;
Подъезд к паромной переправе улица (до 2019 г. - Пролетарский переулок);
Берёзовый переулок;
Речной переулок.

## История

### Основание села
Полвека спустя после поражения сибирского хана Кучума (20 августа 1598 г.), в начале XVII в. его сыновья и внуки год за годом терзали русское Пограничье. Когда в начале 1620-х годов XVII в. князья чатов — бывших подданных Кучума — принесли присягу русскому царю, в их числе был и «превосходивший прочих властителей знатностью» князь южных чатов Тарлава. 
В. В. Журавлев так описывает основание Чингиса чатским мурзой Тарлавой (по другим источникам Тарлав, Тарлов):

В их землях были выстроены крепости, где чатские воины вместе с казачьими гарнизонами обороняли край от калмыцких набегов. Но в 1624 г. князь Тарлава по какой-то причине порвал с русскими и, откочевав со своими сторонниками вверх по Оби, начал совершать набеги на свои прежние земли.
Прошло пять лет. К 1629 г. Тарлава усилился настолько, что решил выстроить крепость, новую «столицу» своих владений. Подыскивая подходящее место, он остановил выбор на приглянувшемся ему удивительно красивом урочище при впадении в Обь речки Чингис. Так был основан Чингис-городок. В 1630 году, опираясь на отстроенную крепость, Тарлава, в союзе с князем племени белых калмыков и царевичами-наследниками Кучума, произвел опустошительный набег на Томский округ. Он становился более чем опасен. В марте 1631 года томский воевода собрал против него значительное по тем временам войско — три сотни казаков и сотню «служилых татар». Воеводой был поставлен Яков Тухачевский, смоленский дворянин, обладавший немалыми военными и дипломатическими способностями и опытом. После стремительного перехода Тухачевскому удалось не допустить объединения войска Тарлавы с силами его союзников. Тарлава оказался заперт в стенах Чингис-городка. Численный перевес был на стороне осаждавших, но Тухачевский не спешил со штурмом. Городок был неплохо укреплен и, главное, целью воеводы вовсе не являлся обязательный разгром Тарлавы. Идеальным вариантом было возвращение этого храброго, опытного и очень популярного среди чатов князя на русскую службу. Начались переговоры. Это вызвало резкое неприятие у казачьей вольницы. Ведь в случае мирного решения конфликта казаки не получили бы военной добычи, трофеев — главного источника их доходов. Сговорившись, казаки самовольно пошли на приступ «изменнического городка» и после горячего боя взяли его. Тарлава и горсть его воинов бежали в глубь Караканского бора, надеясь уйти от погони. Но казачий отряд настиг беглецов и в завязавшейся схватке князь был убит.
Однако недаром воевода Тухачевский вошёл в сибирскую историю не только как военачальник, но и как дипломат. На глазах своего на четверть татарского войска и многочисленных пленных он организовал торжественные похороны поверженного противника.
Разгром опорного центра мятежного князя и уважительное отношение к его памяти привели к тому, что чаты с тех пор всегда были верными подданными русского царя, участвовали в военных походах, строили новые остроги, выполняли обязанности переводчиков, за что были освобождены от уплаты податей. На месте же «княжьей ставки» возникло большое русское село, которое сохранило имя Чингис.
События, связанные с основанием села, неоднократно описаны в научной литературе.
Официально история села Чингис отсчитывается с 1630 года. В 2010 году отмечалось 380-летие Чингиса.
К 1719 году относится первое упоминание о селе Чингисском. Село стало центром Чингисской (Чингинской) волости, которая административно подчинялась Бердскому острогу (Бердской земской избе), а позднее вошла в Малышевскую слободу. Из Ландратской переписи 1715—1717 гг. (РГАДА, ф.350, Оп.1, Кн.214) известны имена первых жителей «деревни Чингыской»: Афонасей Яковлев сын Гилев, Павел Матфеев сын Юшков, Мартын Самойлов сын Клобуков, Илья Иванов, Михайлов Алексеев сын Шадуров, Любим Тимофеев сын Бакланов, Макар Ильин, Алексей Тимофеев сын Бакланов, подворник Григорей Матфеев сын Юшков, Иван Иванов сын Милован, подворник Федор Степанов сын Брызгалов, Андрон Семенов сын, Федор Степанов сын Зернов. В документе «Книга Великого Государя переписная города Кузнецка, уездов Берского острога Белоярской крепости и Мунгацкого станца» 1719 года (РГАДА, ф.214, Оп.1, Д.1611) перечислены фамилии, в том числе деревни Чингиской: Афонасей Голев, Павел Юшков, Мартин Клобуков, Илья Иванов, Иван Милован, подворник Федор Брызгалов, Андрон Семенов, Федор Зенков.
На рубеже 70-х-80-х гг. XVIII в. на территории, подведомственной Канцелярии Колывано-Воскресенского горного начальства, было произведено изменение административно-территориального деления. Разросшиеся в процессе заселения Верхнего Приобья слободские ведомства были разделены на более мелкие слободы и сведены в уезды. Чингис вошёл в состав Чингисской слободы Колыванского уезда. В Архивном фонде Алтайского края, в фонде 169 (Горная экспедиция Колыванской губернии) сохранились ревизские сказки — материалы 4-й ревизии 1782 г. Ревизские сказки 1795, 1811, 1815—1816, 1834 содержат списки жителей по всем входившим в названные слободы населённым пунктам, в том числе и Чингису. 

Издавна в Чингисе живут потомки скрывавшихся от властей пугачёвцев. В XVIII веке население Чингиса состояло, по всей видимости, из крестьян, бежавших во время реформ Петра I от податей, от военной службы, от казённых работ.
С 1797 года всё управление приписными деревнями, в том числе и селом Чингисским, было изъято из ведения губернских властей и передано в Барнаул, в Канцелярию Колывано-Воскресенского горного начальства (Горную канцелярию) — орган управления Алтайского горного округа.
В начале XIX века Чингисская (впоследствии — Верх-Чингисская) волость вошла в состав Барнаульского уезда Томской губернии, образованной в 1804 году в составе Западно-Сибирского генерал-губернаторства.
В 1850 году территория Чингисской волости включала правобережье современного Ордынского района, а также часть территории современного Сузунского района и Алтайского края. 
 С начала XIX века население села активно пополняется переселенцами из центральных губерний России — Вятской, Курской, Рязанской, Тамбовской. Выходцы из Лебедянского, Морашнского и Елатомского уездов Тамбовской губернии, проживавшие в Чингисе, имели прозвище «тамбашей». Встречались и «островки» крестьян из Орловской губернии.
Село Чингис славилось гончарным, тележным и санным промыслом. За зиму мастера делали 70-80 саней. Стоили такие сани 80 копеек. Горшки — 1 рубль сотня. Годовой заработок гончара составлял 60-80 рублей.
Указом синода в 1838 г. Томской епархии было предписано открывать школы для крестьян. В 1840 году в селе была открыта церковно-приходская школа, но уже к концу года в школе остался один ученик, и она закрылась. Содержалась школа за счет крестьян. В 1883 году вновь открывается церковно-приходская школа (помещалась в собственном доме), обучается в ней 13 человек. Время обучения составлял один год. От земства было потрачено 95 рублей. В течение четырёх лет крестьянские дети овладели чтением, счётом, письмом. Их содержание возлагалось на местное население, поэтому через несколько лет школа закрылась из-за недостатка средств. Через некоторое время в селе открылась начальная школа. 

В рукописном Списке населённых мест Томской губернии (1878—1882) о селе Чингисском (Чингинском) указано, что имеется церковь, хлебный магазин, 10 мельниц, кузница. На октябрь 1886 г., согласно книге «Состав священно-церковнослужителей Томской епархии с указанием существенных сведений для каждого члена притча», села Чингисского того же (то есть Барнаульского) округа Петропавловской церкви священник Петр Васильевич Солотчин окончил курс семинарии, рукоп. во свящ. 1870 г. Имеет набедренник. Псаломщик Григорий Александров Артоболевский, не окончил курса семинарии, определён псаломщиком в 1874 г. Псаломщик Александров Павлов Ракитин, не окончил курса семинарии, определён псаломщиком в 1880 г. Прихожан церкви числилось мужчин 1440, женщин 1603. Количество пользования земельными угодьями: 270 десятин пахоты, 27 десятин сенокоса.

По данным на 1893 год в селе имелась церковь, церковно-приходская школа, пристань, водяных мельниц 23 шт. и питейное заведение. К 1899 году добавилась торговая лавка, а мукомольных мельниц стало 32. 
 В 1911 году, согласно данным официальной статистики, в селе Чингисском имелись церковь, приходское училище, общественный хлебозапасный магазин, три мануфактурные лавки, пароходная пристань.

В 1926 году в Чингисе значился сельсовет, лавка общества потребителей, школа 1-й ступени, народный дом, изба-читальня, библиотека. Пристань, по данным газеты «Советская Сибирь» за 2 июля 1921 года, в Чингиссе лесная. Заявлено к отправлению в навигацию 1921 года извести в Барнаул 33 000 пудов, дров 700 к. с. 280 000 пудов, корья 3000 пудов, всего 316 000 пудов (то есть 5176 тонн). Известь имеется и её ощущается большая необходимость в Барнауле для кожевенных заводов и ремонта зданий. Известь в Чингисе обжигала Промартель по производству извести «Обская волна», которая в 1933 году (на 01.12.1933) выпустила 1165 тонн продукции, выполнив план к 1 декабря 1933 года на 116 %. В том же 1933 году отличился и Лесохимический участок в Чингисе, добывший 150 тонн терпентина (101 % плана 1933 года). 

В 1935 году в целях реорганизации школы сюда был отправлен Кучин Павел Кириллович, начальная школа преобразована в неполную среднюю. В 1937 году П. К. Кучин был репрессирован как троцкист. В 1960 году в этом здании была открыта средняя школа. Строил её прораб Стеблицкий, пристраивать спортзал помогали старшеклассники. Принимал школу Кандауров Дмитрий Николаевич.
В августе 2011 г. состоялась встреча выпускников школы. Бывший ученик, живущий сейчас в Костроме, подарил родной школе миллион рублей, который было решено истратить на ремонт Один день в селе Чингис.

## Население
В 1859 году было число жителей 248 человек, из них мужского пола 113, женского пола 135 человек. Насчитывалось 69 дворов. 

По сведениям на 1878-1882 годы в селе Чингисском (Чингинском) имелось 58 дворов, 3 отдельных жилых избы (всех жилых строений 70). Численность населения составляла 258 человек: число душ по окладным листам 210, по семейным спискам 230, примерное число жителей на землях, не входящих в состав волостей 258. 

На 1893 год дворов насчитывали 92 крестьянских и 20 не крестьянских, 407 жителей: 174 мужского пола, 233 женского пола. Селение владело 1889 десятинами 553 саженями земли. 

На 1899 год дворов насчитывали 124 крестьянских и 4 не крестьянских, 606 жителей: 294 мужского пола и 308 женского. 

В 1911 году дворов было 185, 710 жителей: мужского пола 360, женского — 350. Количество земли, владеемой селением, составляло 5400 десятин. 

По данным Всесоюзной переписи населения 1926 года число хозяйств в Чингисах было 487, численность населения: 1987 человек, из них 964 мужчины, 1023 женщины. 

Население в 2005 году составляло 676 человек. 

Население на 01.01.2010 составляло 608 человек.

## Инфраструктура
Основные промышленные предприятия — Ордынский лесхоз (до 2008 г. — Чингисский лесхоз, в 1940—1947 гг. — Чингисский химлесхоз) и ПМК «Мелиоводстрой», занимающиеся заготовкой и переработкой древесины. 
В селе имеется почтовое отделение, средняя общеобразовательная школа, операционная касса Сбербанка, православная церковь, дом культуры, библиотека, несколько магазинов, фельдшерско-акушерский пункт, Отдельный пожарный пост ПЧ-114.
В доме культуры работает музей, созданный библиотекарем Ириной Каревой. В музее хранится коллекция литья, вышивки, деревянной резьбы, старинных свадебных нарядов, и гербарий растений Караканского бора (около 1500 единиц хранения). В настоящее время при поддержке Президентского фонда культурных инициатив реализован Проект "Чингис 2.0" — Программа поэтапного развития музейного комплекса на территории с. Чингис.

## Достопримечательности
- Чингисский храм. Первое деревянное здание храма в честь Святых Первоверховных Апостолов Петра и Павла освящено ещё в 1756 году. Позднее, в 1807 году, в селе по решению правления Алтайского горного округа заложено каменное здание. Чингисский храм был богатым и знаменитым, он содержал большое количество икон и святынь, упоминание о нём встречается в «Сибирских картинках XVIII века» русского писателя Н. С. Лескова. 13 августа 1931 года храм был закрыт, здание передано под клуб. Впоследствии в здании размещалось зернохранилище. В результате пожара обвалилась колокольня, а позднее обрушилось само здание, от храма остался фундамент и остатки стен. В 1998 году местными жителями принято решение о восстановлении церкви и в настоящее время на месте прежнего храма стоит современное кирпичное здание, украшенное иконами местного письма. Церковь во имя апостолов Петра и Павла уникальна ещё и тем, что стены её расписаны не красками, а местной цветной глиной[19]. В 2010 году храму была пожертвована колокольная звонница.
- «Краски» — выход ценной цветной глины в нескольких сотнях метров от села, на берегу Малого Чингиса. Место представляет собой большой обрыв, на поверхность которого выходит глина 16 цветов: белая, голубая, зелёная, жёлтая. В XIX веке в селе имелась собственная школа глиняной росписи, красками, изготовленными из местной глины, расписывали посуду, фрески.
- Паромная переправа «Чингис-Спирино». Паром перевозит пассажиров и до 12 легковых автомобилей через Новосибирское водохранилище. Паромы в Чингисе существовали издавна, так, например, сохранились сведения о «хромом паромщике» Сергее Назаровиче Букрееве (родился в 1863 году)[20]. 18 августа 2012 г. современный Чингисский паром (принадлежит индивидуальному предпринимателю С. А. Кирееву) отметил своё десятилетие. В настоящее время на паромной переправе работают несколько судов, принадлежащих разным предпринимателям.
- Древние курганы. В окрестностях села археологами найдены погребения воинов второй половины первого тысячелетия нашей эры[21][22]. Одно из них было особенно богатым. В насыпи обнаружены следы нескольких кострищ-поминальных тризн, лежащие кучками кости двух коней, которых съели на тризне. В самой могиле лежал воин с колчаном, полным стрел с железными наконечниками, и огромным железным однолезвийным мечом или саблей, от портупеи которого сохранились остатки ремешков с красивыми бронзовыми пряжками и бляхами. Найдены пояса с железными бляхами, бронзовые серьги и различные бляшки. В этой же могиле головами в обратную сторону по отношению к человеку располагались два коня — взрослая взнузданная лошадь и молоденький жеребёнок. На лбу их красовались крупные бронзовые листовидные бляхи. Кроме того, под насыпью находилась могила жеребёнка[23].
- Золотой колодец — старинный колодец-журавль с очень вкусной чистой водой, расположен на островной части села.

## Фотографии села

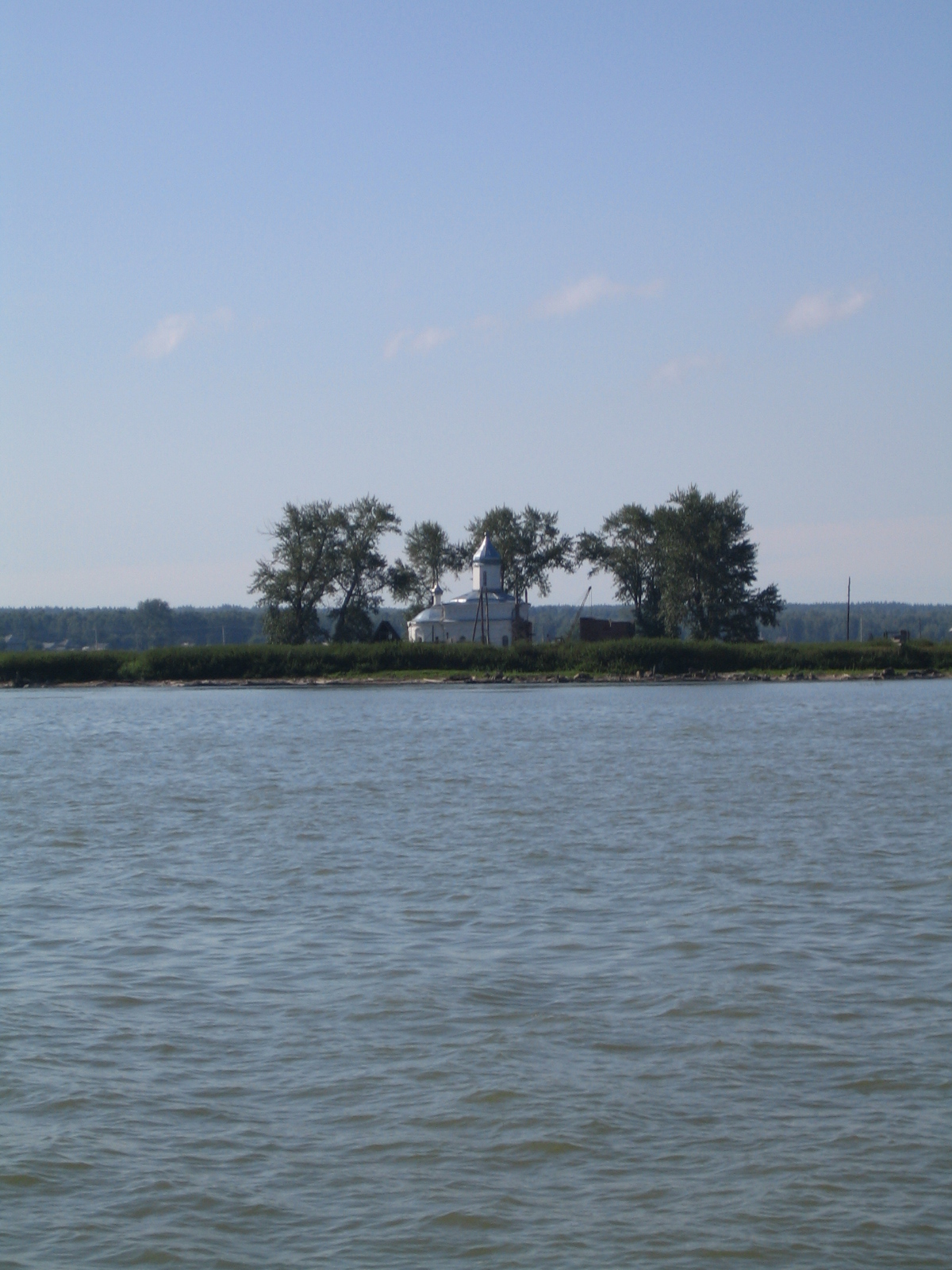
Храм на острове
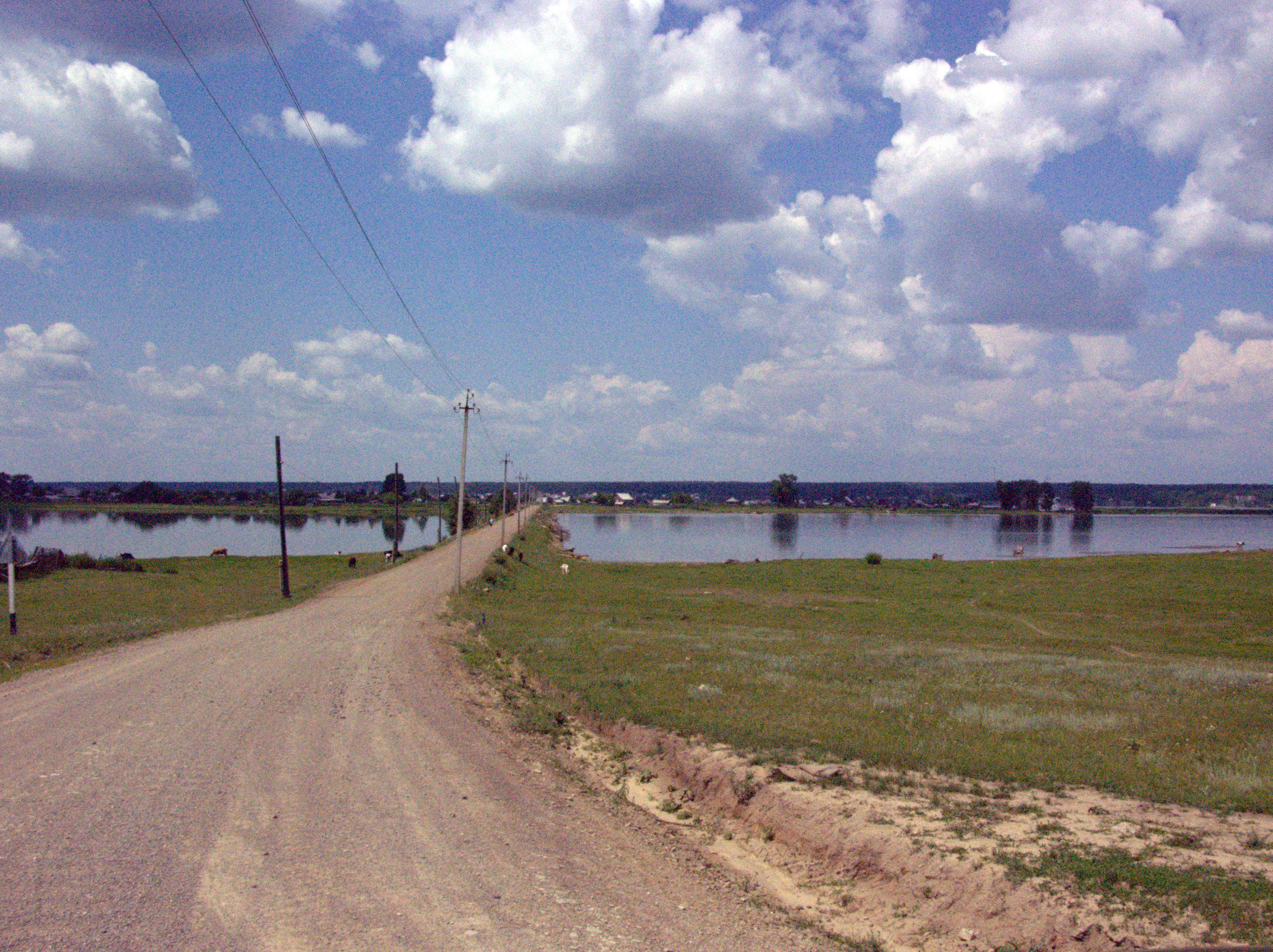
Чингисы. Дорога на остров
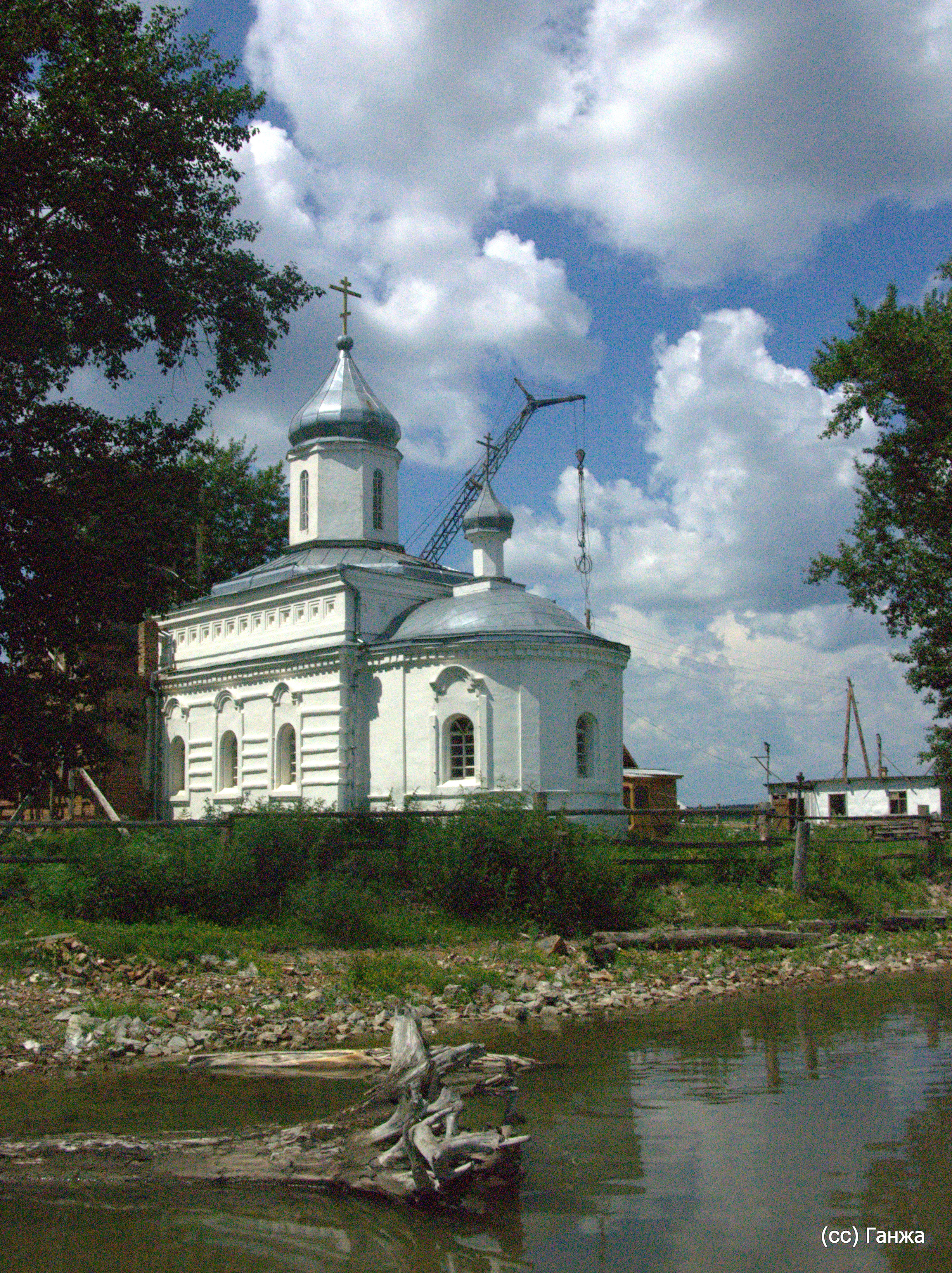
Церковь в Чингисах

## Топографические карты
- Лист карты N-44-XVI. Масштаб: 1 : 200 000. Указать дату выпуска/состояния местности.